# Johnny Müller
Johannes „Johnny“ Müller (* 15. Juni 1914 in Plauen; † 6. Mai 1990 in Hamburg) war ein deutscher Mundharmonikasolist, Klarinetten- und Saxophonspieler.

## Karriere
Müller spielte im Orchester des NDRs die Mundharmonika. Das NDR-Orchester spielte 1962 die Titelmusik (Old-Shatterhand-Melodie) für den Film Der Schatz im Silbersee. Müller hatte in den Melodien ein paar Soloeinsätze. Die Melodie wurde im November 1962 aufgenommen und erschien als Single bei Polydor (52 399) in Mono. Komponist Martin Böttcher gab Müller in weiteren Melodien Einsätze. Fälschlicherweise wird Müller oft mit René Giessen verwechselt, der die Winnetou-Musik ebenfalls spielte.
Johnny Müller starb 1990 und wurde auf dem Friedhof Ohlsdorf im anonymen Urnenhain bei Kapelle 8 beigesetzt.

## Diskografie (Bekannte Karl-May-Melodien)
- 1962: Old-Shatterhand-Melodie
- 1962: Winnetou-Melodie
- 1966: Apanatschi

| Personendaten    | Personendaten                                                   |
| ---------------- | --------------------------------------------------------------- |
| NAME             | Müller, Johnny                                                  |
| ALTERNATIVNAMEN  | Müller, Johannes (Geburtsname)                                  |
| KURZBESCHREIBUNG | deutscher Mundharmonikasolist, Klarinetten- und Saxophonspieler |
| GEBURTSDATUM     | 15. Juni 1914                                                   |
| GEBURTSORT       | Plauen                                                          |
| STERBEDATUM      | 6. Mai 1990                                                     |
| STERBEORT        | Hamburg                                                         |